# Silje Vige
Silje Vige (* 24. Mai 1976 in Jørpeland, Strand) ist eine Sängerin aus Norwegen, die 1993 am Eurovision Song Contest teilnahm.

## Karriere
Ihren größten Erfolg feierte sie im Alter von sechzehn Jahren beim Eurovision Song Contest 1993, wo sie ihr Heimatland Norwegen vertrat. Das Lied Alle mine tankar (Nynorsk, zu deutsch „Alle meine Gedanken“), das von ihrem Vater Bjørn-Erik Vige geschrieben wurde, erreichte Platz fünf. Ein Jahr später veröffentlichte sie ein Album.
Danach wurde es ruhig um sie. Heute arbeitet sie als Musiklehrerin in der Strand Kulturskole. Im Jahr 2006 trat sie in Norwegen als Sängerin bei der Band „Stonefish Brigade“ aus Stavanger auf, mit der sie eine CD aufnahm.

## Diskografie
- Alle mine tankar (Maxi-CD, 1993)
- Alle mine tankar (Album, 1994)